# Elisabethkirche
Elisabethkirche er den største af de fire berlinske "forstadskirker", som blev tegnet af Karl Friedrich Schinkel i 1830'erne. Kirken er opkaldt efter den bibelske Elisabeth, Johannes Døberens mor.
Den er beliggende i distriktet Mitte i Berlin på Invalidenstraße 4a og tilhører Evangelischen Kirchengemeinde am Weinberg (dansk: den evangeliske kirkemenighed på Weinberg). Kirken blev voldsomt beskadiget under 2. Verdenskrig og gennemgik renoveringer fra 1990 til 2001, og har siden primært været benyttet til kulturelle formål.

## Historie
Da Berlin voksede i begyndelsen af det 19. århundrede, blev der grundlagt en række nye "forstæder", hvilket ledte til opførelsen af nye kirker. Schinkel begyndte, på bestilling af Frederik Vilhelm 3. af Preussen, på sine første tegninger af forstadskirkerne i 1828. Det krævedes, at kirkerne skulle være nogenlunde simple, omkostningseffektive bygninger uden kirketårne eller detaljerede facader. Det ledte til, at alle de fire forstadskirker deler det samme grundkoncept, hvor Elisabethkirche er den største og mest krævende bygning i serien. Bygningen havde plads til 1.200 personer, og opførelsen af kirken startede i 1832 og blev færdig i 1834.
Ved kirkens indvielse den 28. juni 1835 var kronprinsesse Elisabeth Ludovika af Bayern til stede, og hendes tilstedeværelse spillede muligvis også en rolle i kirkens navngivgning.
Kirken blev udstyret med et orgel af Carl August Buchholz med to klaviaturer og 18 orgelstemmer. Dette orgel blev genbygget i 1888. Et nyt orgel blev indsat kirken i 1938 af Alexander Schuke Potsdam Orgelbau med 21 orgelstemmer på de to klaviaturer i den eksisterende ramme.

I 1881, under byplanschefen Hermann Müchtig, blev der anlagt en bypark omkring kirken, som over tid blev mindre og mindre vedligeholdt.
Under et af de Allieredes luftbombardementer af Berlin natten mellem den 8. og 9. marts 1945 blev Elisabethkirche ramt af fosforbrandbomber. Den indre trækonstruktion gav føde til flammerne, og kirkens interiør brændte ned. Kirken stod som en ruin frem til 1990'erne, hvor den blev renoveret frem til 2001.

## Arkitektur
Grundplanen af kirken er 28 gange 18 meter i en rektangulær form, og kirken har kun et enkelt skib. Den er opført i Schinkels typiske nygræske stil, og har to etager. Dens porticus på facaden ud mod Invalidenstraße er understøttet af seks doriske søjler, og den bærer inskriptionen "Des Herrn Wort bleibt in Ewigkeit" (dansk: Herrens ord varer i evighed). Gesimser opdeler de udvendige pudsede mure i en base og to øvre zoner. Kirkens sidevægge er opdelt i to rækker af rektangulære vinduer. Koret har en sænket apsis og er flankeret af to halvrunde udvidelser (sakristiet og dåbskapellet), som dog først blev tilføjet i 1860. Tre fjerdele af det brede indre rum var omkranset af et toetagers galleri i træ, men, ligesom orglet og træloftet, brændte dette fuldstændigt ned i 1945.
Selvom der ikke er noget synligt klokketårn, blev kirken udstyret med et klokkespil med tre klokker i støbejern, som blev støbt af Bochumer Verein i slutningen af det 19. århundrede. Sognet betalte 1.814 mark for klokkerne og dets tilbehør. Klokkerne havde en samlet vægt på over et ton.

## Restaurering af kirken
Efter den tyske genforening blev der udført et renoveringsarbejde på kirken. Kirkens indre fremstår i dag som et stort rum, og dens kor er ikke blevet genskabt. Det blev ikke planlagt at kirken skulle tilbage til sine kirkelige gerninger, og der er derfor ikke planlagt at indsætte et nyt kirkeorgel. Sophiekirche-menigheden, sammen med Senatsforvaltningen for Kultur, organiserer forskellige kulturelle arrangementer i kirken, såsom skuespil, musikopførsler og kunstudstillinger.
Den 24. marts 2009 gav forbundspræsident Horst Köhler sin fjerde Berlin-tale i kirkens fortsat upudsede interiør.
Renoveringerne af kirken omfattede også den omkringliggende park, som blev færdiggjort i 2001.